# قورباغه پلنگی گررو

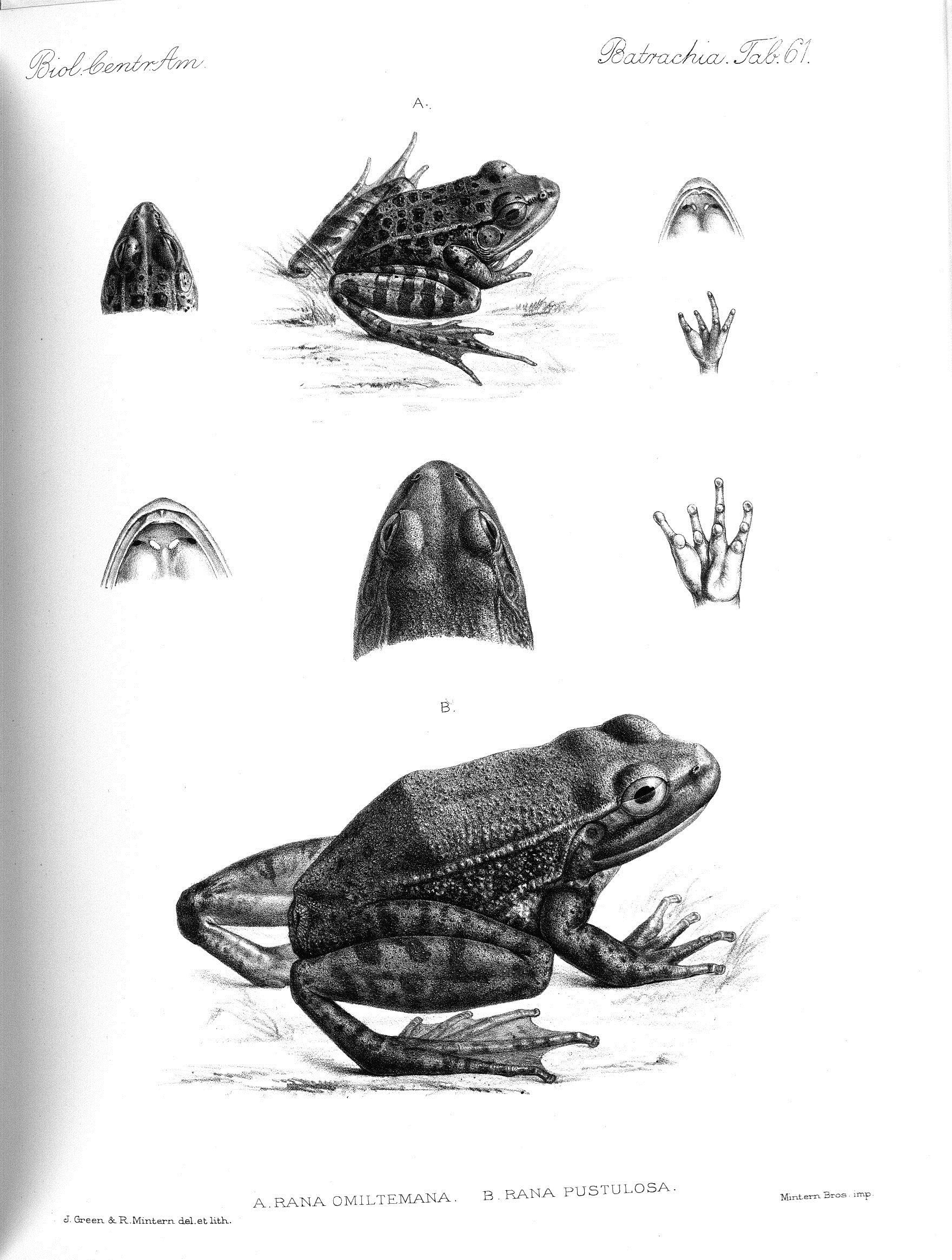
تصویر نقاشی شده از قوراغه پلنگی

قورباغه پلنگی گررو (نام علمی: Lithobates omiltemanus) نام یک گونه از تیره قورباغه‌های اصلی است.